# Perdition City – Music to an Interior Film
Perdition City – Music to an Interior Film ist das fünfte Studioalbum der norwegischen Band Ulver. Es erschien im Jahr 2001 bei Jester Records und wurde von Voices of Wonder vertrieben.

## Entstehung und Veröffentlichung
Perdition City wurde bereits auf dem Backcover der 1999er EP Metamorphosis angekündigt. Ulver, seither im Kern nur noch aus Rygg und Ylwizaker bestehend, nahmen das Album mit finanzieller Unterstützung des norwegischen Kulturministeriums auf. Als Musiker waren Håvard Jørgensen (Gitarre), Øystein Moe (Bass), Rolf Erik Nyström (Saxofon), Bård G. Eithun, Ivar H. Johansen und Kåre J. Pedersen (jeweils Schlagzeug) beteiligt. Ylwizaker mischte das Album im Beep Jam Studio, Audun Strype masterte es.
Die Veröffentlichung war zunächst für Ende 2000 angekündigt worden, zog sich aber schließlich bis Anfang 2001 hin. Zu dem Metamorphosis-Stück Limbo Central wurde ein Musikvideo produziert; es war auf der regulären und der limitierten (mit erweitertem Beiheft) CD-Ausgabe von Perdition City enthalten. Das Album erschien außerdem auf Kassette und LP, zuletzt im Februar 2016 mit Metamorphosis zusammen als Doppel-LP.

## Titelliste
1. Lost in Moments – 7:16
2. Porn Piece or the Scars of Cold Kisses – 7:09
  1. Piece One
  2. Piece Two
3. Hallways of Always – 6:35
4. Tomorrow Never Knows – 7:59
5. The Future Sound of Music – 6:39
6. We Are the Dead – 3:40
7. Dead City Centres – 7:10
8. Catalept – 2:05
9. Nowhere/Catastrophe – 4:48

Für Catalept wurde ein Streicher-Sample von Bernard Herrmanns Psycho-Soundtrack verwendet.

## Stil
Ulver führen den mit Themes from William Blake’s The Marriage of Heaven and Hell und Metamorphosis eingeschlagenen Weg fort, also weg von Metal zur Elektronischen Musik hin. Auf Perdition City dominieren langsame Trip-Hop-Beats, Piano, Saxofon, Samples sowie Clicks & Cuts; es finden sich Anklänge an Lounge-Jazz. Die Stücke kommen überwiegend ohne Gesang aus und sind meist stimmungsvoll-atmosphärisch.

## Rezeption
Die Reaktionen der Presse waren gespalten. Robert Pöpperl-Berenda vom Rock Hard hält das Album für „langweilige Ohrenmarter“, David M. Pecoraro von Pitchfork Media für ein „unkluges Experiment“. Jochen Rindfrey attestiert Perdition City auf den Babyblauen Seiten einerseits „einen ganz eigenen und eigenartigen Reiz“ und bemängelt andererseits, dass „sich die Norweger dann aber hier und da etwas mit unmotivierten Geräuschsequenzen und in die Länge gezogenem, undefinierbarem Gewabere“ verzetteln. William York von Allmusic lobt jedoch, das Album „evokes just the sort of desolate, rainy-night-in-the-city atmosphere it sets out to create“, auf metal.de wird es als „innovativ und ambitioniert“ bezeichnet. Für Arlette Huguenin von vampster ist es ein Album, das sie „mit gutem Gewissen all jenen empfehlen kann, die darüber hinweggekommen sind, dass der Name ‘Ulver’ nicht mehr nur für Black Metal steht, sondern auch für innovativen, düsteren Trip Hop, der nicht unter dem Zwang steht, mit klaren Songumrissen in die Hitparade zu kommen“.
Die Metal-Band Ion Dissonance bezieht sich im Song „Shut Up, I’m Trying to Worry“ (vom Album Solace) auf das Album. Das lyrische Ich ist zu sehr in Ulvers Perdition City versunken, um wahrzunehmen, was vor sich geht.